# Andrew Lauterstein
Andrew Lauterstein (Melbourne (Victoria), 22 mei 1987) is een Australische zwemmer. Hij vertegenwoordigde zijn vaderland op de Olympische Zomerspelen 2008 in Peking, China.

## Zwemcarrière
Lauterstein maakte zijn internationale debuut op de wereldkampioenschappen zwemmen 2005 in Montreal. Op de 100 meter rugslag wist hij de halve finale te bereiken maar werd hierin uitgeschakeld, op de 50 meter rugslag en de 100 meter vlinderslag strandde hij in de series. Samen met zijn ploeggenoten, Brenton Rickard, Andrew Richards en Michael Klim, bereikte Lauterstein de zesde plaats op de 4x100 meter wisselslag.
Tijdens de Gemenebestspelen 2006 in Melbourne eindigde Lauterstein als zesde op zowel de 50 als de 100 meter rugslag. Op de 4x100 meter wisselslag zwom hij alleen in de series, in de finale werd hij vervangen door Matt Welsh die met de Australische ploeg de gouden medaille pakte. Op de Pan Pacific kampioenschappen zwemmen 2006 in Victoria eindigde Lauterstein als elfde op de 100 meter rugslag en als tiende op de 100 meter vlinderslag. Op de 4x100 meter wisselslag pakte hij het brons samen met Matt Welsh, Brenton Rickard en Eamon Sullivan.
Op de wereldkampioenschappen zwemmen 2007 in zijn geboortestad, Melbourne, mocht Lauterstein individueel startten op de 100 meter vlinderslag. Op dit onderdeel wist hij als elfde de halve finales te bereiken, waarin hij met de vijftiende tijd werd uitgeschakeld. Op de 4x100 meter vrije slag bereikte hij samen met Eamon Sullivan, Ashley Callus en Kenrick Monk de vijfde plaats. Meer succes had Lauterstein op de 4x100 meter wisselslag, op deze afstand werd hij samen met Matt Welsh, Brenton Rickard en Eamon Sullivan wereldkampioen.
Op de Australische zwemkampioenschappen 2008 won Lauterstein de 100 meter vlinderslag, dankzij deze prestatie plaatste hij zich voor de Olympische Zomerspelen 2008 op de 100 meter vlinderslag en de 4x100 meter wisselslag. Dankzij een derde plaats op de 100 meter vrije slag plaatste hij zich voor de olympische 4x100 meter vrije slag estafette. In Peking won Lauterstein een bronzen medaille op de 4x100 meter vrije slag, het team bestond verder uit Eamon Sullivan, Ashley Callus en Matt Targett. Op de 100 meter vlinderslag pakte Lauterstein het brons, hij klopte wereldrecordhouder Ian Crocker met slechts 0,01 seconde. Op de slotdag van het toernooi veroverde hij met zijn ploeggenoten Hayden Stoeckel, Brenton Rickard en Eamon Sullivan de zilveren medaille op de 4x100 meter wisselslag.

### 2009-heden
Tijdens de wereldkampioenschappen zwemmen 2009 in de Italiaanse hoofdstad Rome eindigde de Australiër als vijfde op de 100 meter vlinderslag, op de 50 meter vlinderslag strandde hij in de halve finales. Op de 4x100 meter wisselslag veroverde hij samen met Ashley Delaney, Brenton Rickard en Matt Targett de bronzen medaille, samen met Matt Abood, Matt Targett en Tommaso D'Orsogna eindigde hij als achtste op de 4x100 meter vrije slag.
Op de Pan Pacific kampioenschappen zwemmen 2010 in Irvine eindigde Lauterstein als twaalfde op zowel de 50 als de 100 meter vlinderslag, op de 100 meter vrije slag werd hij uitgeschakeld in de series. In Delhi nam de Australiër deel aan de Gemenebestspelen 2010. Op dit toernooi eindigde hij als vijfde op de 50 meter vlinderslag, maar meldde zich daarna af voor de 100 meter vlinderslag. In december 2010 vertelde hij in een interview met de Herald Sun dat hij overtraind was geraakt doordat hij extra was gaan trainen buiten zwembad, omdat hij geïntimideerd was door de progressie van trainingspartner Geoff Huegill.

## Internationale toernooien
| Jaar | Olympische Spelen                                        | WK langebaan                                                                         | WK kortebaan  | PanPacs                                                      | Gemenebestspelen                                                                        |
| ---- | -------------------------------------------------------- | ------------------------------------------------------------------------------------ | ------------- | ------------------------------------------------------------ | --------------------------------------------------------------------------------------- |
| 2005 |                                                          | 19e 50m rugslag 14e 100m rugslag 19e 100m vlinderslag 6e 4x100m wisselslag           |               |                                                              |                                                                                         |
| 2006 |                                                          |                                                                                      | geen deelname | 11e 100m rugslag · 10e 100m vlinderslag · 4x100m wisselslag  | 6e 50m rugslag · 6e 100m rugslag · 4x100m wisselslag · Lauterstein zwom enkel de series |
| 2007 |                                                          | 15e 100m vlinderslag · 4e 4x100m vrije slag · 4x100m wisselslag                      |               |                                                              |                                                                                         |
| 2008 | 100m vlinderslag · 4x100m vrije slag · 4x100m wisselslag |                                                                                      | geen deelname |                                                              |                                                                                         |
| 2009 |                                                          | 10e 50m vlinderslag · 5e 100m vlinderslag · 8e 4x100m vrije slag · 4x100m wisselslag |               |                                                              |                                                                                         |
| 2010 |                                                          |                                                                                      | geen deelname | 28e 100m vrije slag 12e 50m vlinderslag 12e 100m vlinderslag | 5e 50m vlinderslag                                                                      |

## Persoonlijke records
Bijgewerkt tot en met 11 november 2009

### Kortebaan
| Afstand          | Tijd  | Datum            | Plaats    |
| ---------------- | ----- | ---------------- | --------- |
| 50m vrije slag   | 22,34 | 3 november 2007  | Sydney    |
| 100m vrije slag  | 47,59 | 17 november 2007 | Berlijn   |
| 50m vlinderslag  | 22,70 | 10 november 2009 | Stockholm |
| 100m vlinderslag | 49,54 | 11 november 2009 | Stockholm |

### Langebaan
| Afstand          | Tijd  | Datum           | Plaats   |
| ---------------- | ----- | --------------- | -------- |
| 50m vrije slag   | 22,32 | 10 mei 2009     | Canberra |
| 100m vrije slag  | 48,45 | 25 maart 2008   | Sydney   |
| 50m vlinderslag  | 23,10 | 26 juli 2009    | Rome     |
| 100m vlinderslag | 50,85 | 1 augustus 2009 | Rome     |